# 1111
Cette page concerne l'année 1111  du calendrier julien.
L'année 1111 est une année commune qui commence un dimanche.

## Événements
- 6 mars : mort de Bohémond de Tarente, prince d'Antioche. Son neveu Tancrède de Hauteville dénonce les stipulations du traité de Déabolis (1108) signé avec Byzance[1]. L’empereur byzantin Alexis Ier Comnène envoie une ambassade dirigée par Manuel Boutoumitès dans le but de monter les princes chrétiens des États latins d’Orient contre Tancrède pour reprendre Antioche, ville dont Alexis revendique toujours la souveraineté[2]. Cette ambassade, quoique bien accueillie par les comtes de Tripoli et le roi de Jérusalem, est un échec[1].

- Printemps : Baudouin Ier de Jérusalem marche sur Ascalon dont le gouverneur fatimide, Shams al-Khilafa, capitule[3]. En juillet, la ville se révolte et la garnison franque est massacrée[4].

- 29 novembre : Baudouin Ier de Jérusalem commence le siège de Tyr (fin en avril 1112)[5].

### Europe
- 4 février[6] (ratifié le 9 par l’empereur) : concordat de Sutri entre l’empereur Henri V et le pape Pascal II dans la querelle des Investitures. Le prince renonce aux investitures laïques en échange des régales[7].

- 12 février : échec de la cérémonie du sacre impérial à Rome devant l’opposition des évêques aux accords de Sutri. Henri V fait prisonnier le pape Pascal II[8].

- 22 février : Guillaume devient duc d'Apulie à la mort de Roger Borsa. Cette mort, suivie de près par celle de Bohémond de Tarente, laisse le parti italo-normand démuni face aux Lombards et aux Allemands en Italie du sud[9].

- 12 mars : Robert Ier de Meulan attaque Paris pendant que Louis VI se trouve à Melun à recevoir ces doléances ecclésiastiques[10]. Louis VI le Gros mène des campagnes contre Henri Ier, Hugues de Puiset (1111-1112) et le comte de Meulan (1110). Ce dernier réplique en ravageant le palais de la cité à Paris.

- 27 mars : grande victoire de Vladimir II Monomaque sur les Coumans à la bataille de la Salnitsa dans la région du Don[11].

- 12 avril : traité de Ponte Mammolo entre le pape et l’empereur. Henri reprend les investitures et laisse au clergé les régales[8].

- 13 avril : Henri V est couronné empereur par le pape[6].

- 6 mai : entrevue de Bianello, près de Reggio d’Émilie, entre Mathilde de Toscane et l’empereur Henri V[12].

- 5 octobre (ou le 4 décembre[13]) : Robert II de Flandre meurt au combat près de Meaux aux côtés du roi et contre le comte de Blois, allié du roi d’Angleterre. Baudouin devient comte de Flandre (fin en 1118).

- 8 octobre : consécration solennelle de la Cathédrale Notre-Dame des Doms à Avignon, par l’évêque Rostaing II, en présence de 35 évêques réunis en concile provincial[14].

- 26 octobre : bataille du Campo de Espina ou de Candespina. Victoire d’Alphonse Ier d’Aragon sur sa femme Urraque de Castille[15].

- Octobre : l’empereur byzantin Alexis Ier Comnène accorde par un chrysobulle un privilège à Pise qui obtient un quartier et un point d’ancrage à Constantinople ainsi qu’une limitation des droits de douane à 4 %[16].

- Lothaire de Supplinbourg, duc de Saxe, concède le comté de Holstein à Adolphe Ier de Schauenburg, véritable marche pour contenir le Wagriens et les Obodrites et au Nord les Danois[17].

- À Sahagún en León, une révolte paysanne, conduite par un chevalier, entre dans la cité, pille la juderia et tue les Juifs[18].

- Le synode de Ráth Breasail  réorganise l’Église d’Irlande[19].

- Début de la construction de l’abbaye de Fontdouce à Saint-Bris-des-Bois. Initiative prise par Guillaume de Conchamp, seigneur de Taillebourg[20].
- La commune de Laon est instituée[21].